# Taken (série de films)
Pour les articles homonymes, voir Taken.
 Pour plus de détails, voir Fiche technique et Distribution
Taken est une série de films d'action français coécrite et produite par Luc Besson. Elle débute en 2008 avec Taken. Liam Neeson y incarne le rôle de l'ancien agent secret Bryan Mills.
La franchise connaît également une préquelle sous forme de série télévisée, diffusée entre 2017 et 2018. Clive Standen y reprend le rôle de Bryan Mills.

## Films

### Taken(2008)
Bryan Mills est un ancien agent secret, aujourd'hui résidant à Los Angeles. Il est divorcé de Lenore avec laquelle il a eu une fille, qui s'appelle Kim. Celle-ci part en vacances à Paris avec une copine. Alors qu'il est au téléphone avec elle, Bryan assiste à distance à son enlèvement, en plein Paris. Sans hésiter, Bryan se rend en France pour la retrouver. Il remonte rapidement la piste de  mafieux albanais spécialisés dans la traite des femmes et le proxénétisme, il aura besoin de tout son talent d'ex-agent pour l'en extirper en moins de 96 heures.

### Taken 2(2012)
Un an après avoir réussi à reprendre sa fille des mains de la mafia albanaise à Paris, Bryan Mills est en vacances avec sa famille à Istanbul mais doit faire face à Murad, le chef du clan. Ce dernier réclame vengeance après la mort de son fils, Marko, que Bryan a tué à Paris.

### Taken 3(2015)
Après un retour au calme avec sa famille à Los Angeles, Bryan Mills est de nouveau confronté à un tragique événement lorsque son ex-épouse, Lenore, est assassinée chez lui. Alors que la police prend en charge l'enquête et arrête Bryan, il réussit à s'échapper. Désormais traqué, il n'a plus d'autre choix que de fuir, forcé de faire la lumière sur le crime dont on l'accuse et de découvrir le véritable meurtrier tout en protégeant sa fille, Kim. Il va peu à peu comprendre qu'il est manipulé et par qui.

## Fiche technique
| Équipe technique           | Taken (2008)               | Taken 2 (2012)                        | Taken 3 (2015)                          |
| -------------------------- | -------------------------- | ------------------------------------- | --------------------------------------- |
| Titre québécois            | L'Enlèvement               | L'Enlèvement 2                        | L'Enlèvement 3                          |
| Réalisateurs               | Pierre Morel               | Olivier Megaton                       | Olivier Megaton                         |
| Scénaristes                | Luc Besson                 | Luc Besson                            | Luc Besson                              |
| Scénaristes                | Robert Mark Kamen          |                                       |                                         |
| Producteur                 | Luc Besson                 | Luc Besson                            | Luc Besson                              |
| Photographie               | Michel Abramowicz          | Romain Lacourbas                      | Eric Kress                              |
| Monteurs                   | Frédéric Thoraval          | Camille Delamarre                     | Audrey Simonaud                         |
| Monteurs                   |                            | Vincent Tabaillon                     | Nicolas Trembasiewicz                   |
| Musique                    | Nathaniel Méchaly          | Nathaniel Méchaly                     | Nathaniel Méchaly                       |
| Décors                     | Hugues Tissandier          | Sébastien Inizan                      | Sébastien Inizan                        |
| Costumes                   | Corinne Bruand             | Pamela Lee Incardona                  |                                         |
| Costumes                   | Olivier Bériot             |                                       | Olivier Bériot                          |
| Dates de sortie France     | 27 février 2008            | 3 octobre 2012                        | 21 janvier 2015                         |
| Dates de sortie États-Unis | 30 janvier 2009            | 5 octobre 2012                        | 9 janvier 2015                          |
| Durée                      | 93 minutes                 | 88 minutes98 minutes (version longue) | 109 minutes115 minutes (director's cut) |
| Budget                     | 22 000 000 $               | 43 000 000 $                          | 55 000 000 $                            |
| Pays d'origine             | France                     | France                                | France                                  |
| Pays d'origine             |                            | États-Unis                            |                                         |
| Pays d'origine             |                            | Espagne                               |                                         |
| Genres                     | action, thriller, policier | action, thriller, policier            | action, thriller, policier              |
| Sociétés de production     | EuropaCorp                 | EuropaCorp                            | EuropaCorp                              |
| Sociétés de production     | M6 Films                   |                                       |                                         |
| Sociétés de production     | Canal+ (participation)     |                                       |                                         |
| Sociétés de production     | Grive Productions          | Grive Productions                     | Meñakoz Films                           |
| Sociétés de production     | All Pictures Media         | Ciné+                                 | Ciné+                                   |
| Sociétés de production     | Wintergreen Productions    |                                       |                                         |
| Distributeur               | EuropaCorp Distribution    | EuropaCorp Distribution               | EuropaCorp Distribution                 |
| Distributeur               | 20th Century Fox           | 20th Century Fox                      | 20th Century Fox                        |

## Distribution

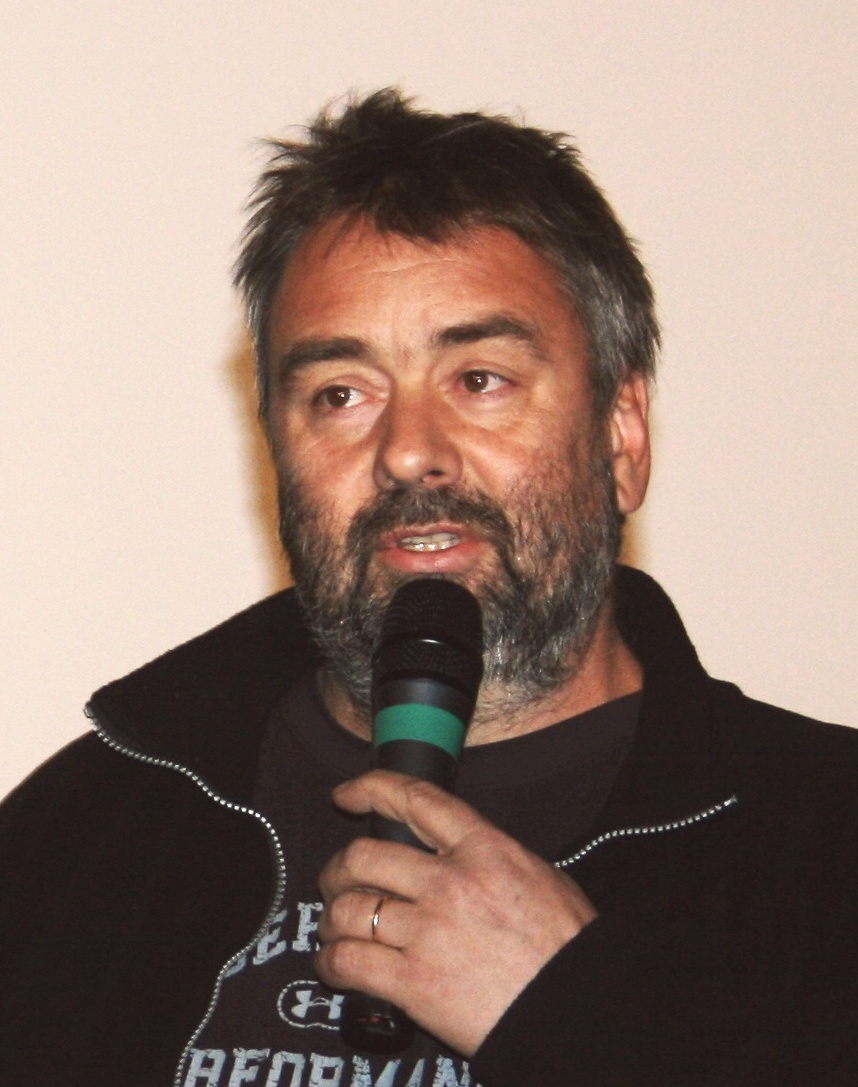
Luc Besson à l'avant-première du premier film

| Personnages               | Taken (2008)      | Taken 2 (2012)    | Taken 3 (2015)   |
| ------------------------- | ----------------- | ----------------- | ---------------- |
| Bryan Mills               | Liam Neeson       | Liam Neeson       | Liam Neeson      |
| Kim Mills                 | Maggie Grace      | Maggie Grace      | Maggie Grace     |
| Lenore "Lenny" Saint-John | Famke Janssen     | Famke Janssen     | Famke Janssen    |
| Sam Gilroy                | Leland Orser      | Leland Orser      | Leland Orser     |
| Mark Casey                | Jon Gries         | Jon Gries         | Jon Gries        |
| Bernie Harris             | David Warshofsky  | D. B. Sweeney     | David Warshofsky |
| Jean-Claude Pitrel        | Olivier Rabourdin | Olivier Rabourdin |                  |
| Sheerah                   | Holly Valance     |                   |                  |
| Amanda                    | Katie Cassidy     |                   |                  |
| Stuart Saint-John         | Xander Berkeley   |                   | Dougray Scott    |
| Murad                     |                   | Rade Šerbedžija   |                  |
| Jamie                     |                   | Luke Grimes       |                  |
| Durmaz                    |                   | Kevork Malikyan   |                  |
| Franck Dotzel             |                   |                   | Forest Whitaker  |
| Oleg Malenkov             |                   |                   | Sam Spruell      |
| Jimy                      |                   |                   | Jonny Weston     |

## Accueil

### Critique
En France, Taken récolte une moyenne de 1,8⁄5 sur le site Allociné, pour 11 titres de presse recensés. Aux États-Unis, le 1er film obtient seulement 58 % d'opinions favorables, pour 168 critiques, sur l'agrégateur Rotten Tomatoes.
En France, Taken 2 récolte une moyenne de 1,7⁄5 sur le site Allociné, pour 15 titres de presse recensés. Aux États-Unis, le 2e film obtient 21 % d'opinions favorables, pour 162 critiques, sur l'agrégateur Rotten Tomatoes.
En France, Taken 3 récolte une moyenne de 2,5⁄5 sur le site Allociné, pour 8 titres de presse recensés. Aux États-Unis, il film n'obtient que 10 % d'opinions favorables, pour 92 critiques sur l'agrégateur Rotten Tomatoes, et une moyenne de 26/100 pour 30 critiques.

### Box-office
Taken est un énorme succès aux États-Unis et devient le film français le plus rentable sur le sol américain. Il totalise 20 200 000 d'entrées aux États-Unis.
Taken 2 engrange de meilleures recettes mondiales que le premier film, mais moins sur le sol américain. En France, le 2e film totalise presque trois fois plus d'entrées que le premier film.
| Film           | Recettes Monde | Recettes États-Unis - Canada | Entrées France    | Budget       |
| -------------- | -------------- | ---------------------------- | ----------------- | ------------ |
| Taken (2008)   | 222 792 434 $  | 145 000 989 $                | 1 018 518 entrées | 22 000 000 $ |
| Taken 2 (2012) | 376 141 306 $  | 139 854 287 $                | 2 903 637 entrées | 43 000 000 $ |
| Taken 3 (2015) | 327 656 424 $  | 89 256 424 $                 | 2 614 008 entrées | 55 000 000 $ |